# 薩尼卡瓦山
17°51′49″S 68°58′12″W / 17.86361°S 68.97000°W

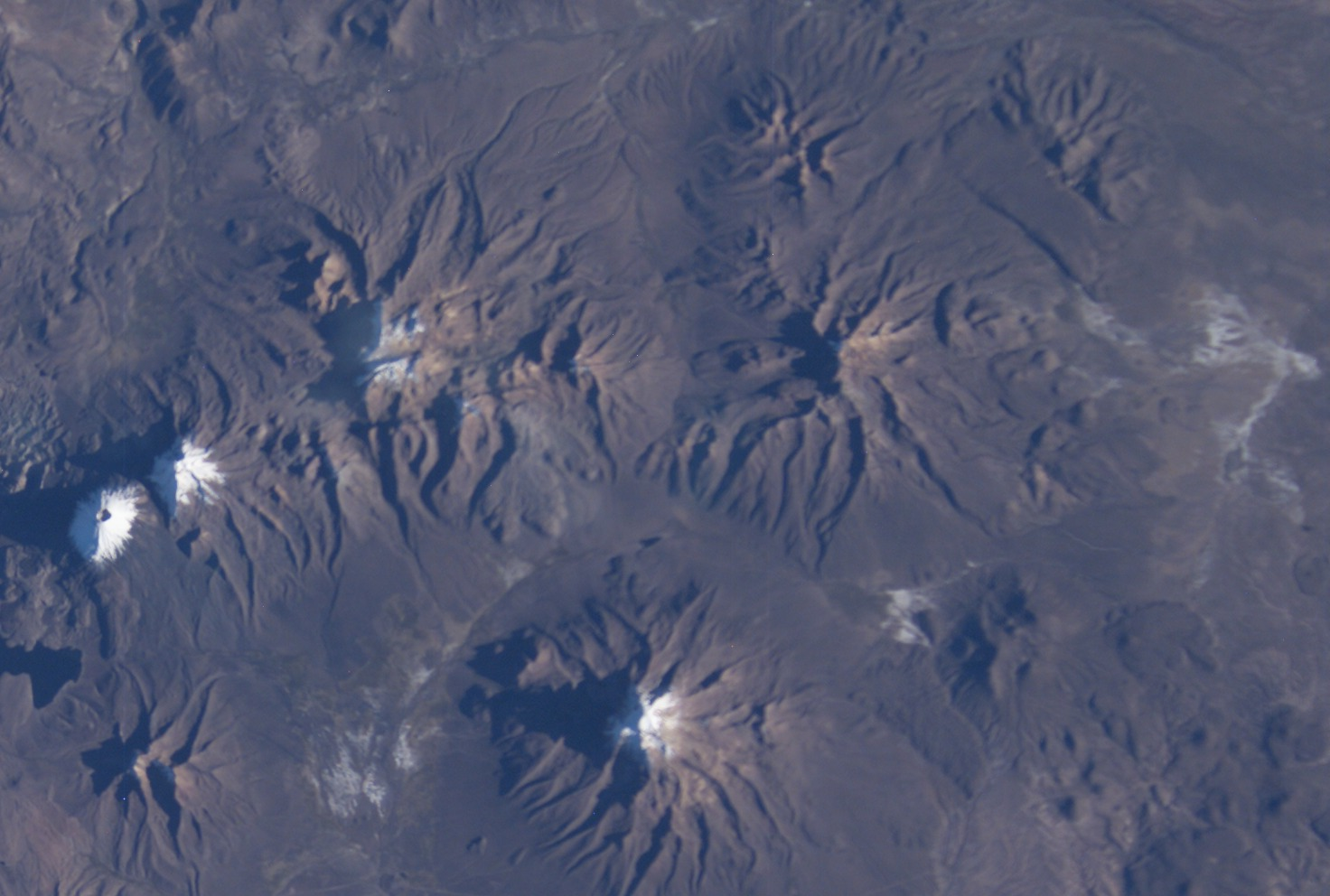

薩尼卡瓦山（Suni Q'awa），是玻利維亞的山峰，位於該國西部拉巴斯省的帕卡赫斯省，處於阿納利亞赫西火山西北面、喬赫尼亞科塔山東北面，屬於安第斯山脈的一部分，海拔高度5,018米。